# José María Aznar
Pour les articles homonymes, voir Aznar.
Aznar  López est un nom espagnol. Le premier nom de famille, en général paternel, est Aznar ; le second, en général maternel, souvent omis, est López.
José María Aznar López (/xoˈse maˈɾia aθˈnaɾ ˈlopeθ/ ), né le 25 février 1953 à Madrid, est un homme d'État espagnol, ancien président du Parti populaire et président du gouvernement durant deux mandats, du 5 mai 1996 au 17 avril 2004.

## Biographie

### Jeunesse
José María Aznar est né à Madrid le 25 février 1953. Il est fils de Manuel Aznar Acedo, directeur de Radio Nacional de España sous le régime franquiste, et petit-fils de Manuel Aznar Zubigaray, diplomate et journaliste proche du dictateur espagnol Francisco Franco, qui fut président de l'Agence EFE.
Il suit ses études secondaires au Colegio del Pilar de Madrid. Dans sa jeunesse il appartient au Front des étudiants syndicalistes (FES), une association d'étudiants dépendant de la Phalange espagnole traditionaliste et des Juntes de l'offensive nationale-syndicaliste (FET de las JONS).
Il termine ses études en droit à l'université complutense de Madrid en 1975. Il passe avec succès les concours du corps supérieur des inspecteurs des finances de l'État (CSIHE) l'année suivante, puis il se marie en 1977 avec Ana Botella.

### Carrière politique

#### Débuts
Il adhère en 1979 à l'Alliance populaire (AP), le parti conservateur post-franquiste fondé par l'ancien ministre Manuel Fraga.
Il se présente aux élections législatives anticipées du 28 octobre 1982 en tête de liste de l'AP dans la circonscription électorale d'Ávila. Élu à 29 ans au Congrès des députés, il commence par siéger à la commission constitutionnelle, à la commission du Régime des administrations publiques et à la commission du contrôle parlementaire de la Radio-télévision espagnole (RTVE). Il devient deuxième secrétaire de la commission constitutionnelle et membre de la commission des Budgets en octobre 1983.
Il est nommé président de l'Alliance populaire de Castille-et-León (APCyL) le 22 juin 1985 à l'occasion d'un congrès organisé à Palencia. Après avoir été réélu député en 1986, il continue de siéger à la commission des Budgets et à la commission de contrôle de la radiotélévision publique, puis il rejoint la commission de l'Économie, du Commerce et des Finances en février 1987.

#### Ascension

##### Président de la Junte de Castille-et-León
Il est investi chef de file de l'Alliance populaire aux élections autonomiques du 10 juin 1987 en Castille-et-León, au cours d'une convention réunie à Burgos le 15 novembre 1986 en présence de Manuel Fraga. Il sera accusé en 1997 de corruption dans le cadre de cette campagne : il aurait perçu des financements d'entreprises privées en échange de faveurs accordées une fois élu.
Dans le cadre du congrès extraordinaire de l'AP en 1987, qui suit la démission de Fraga, il apporte son soutien au vice-président sortant Miguel Herrero, qui le propose comme candidat au secrétariat général, mais leur candidature ne recueille que 27 % des voix des délégués face à celle d'Antonio Hernández Mancha lors du vote du 7 février. Il accepte cependant d'intégrer le comité exécutif sur proposition d'Hernández Mancha à peine deux semaines plus tard comme simple membre.
Pour le scrutin autonomique, il postule en tête de liste dans la circonscription de Valladolid, se trouvant notamment opposé au président sortant de l'exécutif, José Constantino Nalda. Avec 34,9 % des voix, l'AP fait élire 32 députés sur 84 aux Cortes, autant que les socialistes alors au pouvoir.
Le 21 juillet 1987, José María Aznar est investi à 34 ans président de la Junte de Castille-et-León lors du second vote d'investiture par 34 voix pour, 32 voix contre et 17 abstentions.

##### Chef de file du centre droit
Alors que l'Alliance populaire se prépare à réunir son IXe congrès national du 20 au 22 janvier 1989 pour réélire Manuel Fraga à sa présidence, ce dernier propose José María Aznar comme vice-président aux côtés de Marcelino Oreja, Abel Matutes, Isabel Tocino et Félix Pastor. À cette occasion, l'AP prend le nom de « Parti populaire » (PP).
Il indique en juin 1989 au journal El País qu'il pourrait accepter de postuler à la présidence du gouvernement dans le cadre des futures élections générales, à condition que le PP établisse une stratégie politique de moyen terme et que le résultat électoral, quel qu'il soit, ne soit pas utilisé contre celui qui acceptera d'être chef de file. Deux mois plus tard, il fait figure de grand favori pour mener la campagne du PP, avec Oreja et Tocino.
Fraga le choisit officiellement le 2 septembre, une décision aussitôt ratifiée par le comité exécutif national du PP, qui propose à l'unanimité sa candidature à la junte directrice nationale. Il est officiellement investi le 4 septembre 1989 par 211 voix pour et cinq votes blancs. Il renonce alors à présider la Junte de Castille-et-León, une fonction qui revient à Jesús Posada deux semaines après.
Au cours des élections générales anticipées du 29 octobre, le PP remporte 25,8 % des suffrages exprimés, 107 députés sur 350 et 77 sénateurs sur 208 directement élus. Au soir du scrutin, il se félicite que sa liste ait devancé celle du président du gouvernement socialiste sortant Felipe González dans la circonscription électorale de Madrid et affirme que la nouvelle composition du Congrès des députés apporte une base solide à l'espoir que le PP soit « à court terme l'alternative de gouvernement » au Parti socialiste. Il est élu le 6 novembre président du groupe populaire au Congrès des députés, les fonctions de porte-parole étant confiées à Rodrigo Rato.
La nouvelle direction construit une structure interne très verticale, hiérarchisée, centralisée et présidentialiste. Alors qu'au sein de l'AP « cohabitaient » les divers courants de la droite post-franquiste (les technocrates, les chrétiens-démocrates, les phalangistes, les traditionalistes nationalistes et catholiques fortement liés à l'Opus Dei), ce qui conduisait à des conflits internes récurrents, Aznar souligne qu'« au Parti populaire, il n'y a pas de courant. Seulement du 220 volts. C'est moi qui contrôle la prise et quiconque met son doigt dedans est électrocuté ! ».

#### Président du Parti populaire
Au début du mois de décembre 1989, Fraga fait savoir qu'il a l'intention de céder la présidence du Parti populaire à Aznar lors d'un congrès sous un délai de deux à quatre mois. Au début du mois de février 1990, il révèle avoir l'intention de supprimer les sept postes de vice-président du parti, réduire la taille du comité exécutif, confirmer Francisco Álvarez-Cascos comme secrétaire général et nommer Manuel Fraga président fondateur.
José María Aznar est élu président du Parti populaire le 31 mars 1990 avec plus de 2 000 voix favorables et à peine douze votes blancs. Dans son discours, il revendique le rôle du PP comme alternative à la majorité socialiste et reprend des phrases clés de la campagne électorale de Felipe González en 1982. Après qu'Artur Moreno a dû démissionner pour son implication dans une affaire de détournement de fonds, il nomme Mariano Rajoy vice-secrétaire général pour les questions électorales le 25 juin suivant.
Le mois suivant, Marcelino Oreja renonce à siéger au sein du comité exécutif et au poste de porte-parole de la délégation du PP au sein du groupe du Parti populaire européen pour dénoncer son exclusion du cercle dirigeant et de certains événements en lien avec la politique européenne. Il revient sur sa décision une semaine plus tard et se voit renommé au sein de la direction du PP, Aznar précisant qu'il compte lui déléguer une partie de ses fonctions afin qu'il coordonne la politique étrangère du parti. Il signe en mars 1991, deux mois avant les élections municipales et autonomiques, un accord avec Jesús Aizpún qui prévoit la fusion du PP et de l'Union du peuple navarrais (UPN) sur le territoire de la Communauté forale de Navarre.

##### Du succès de 1991 à l'échec de 1993
Au cours des deux scrutins locaux, le PP totalise 25,3 % au niveau des villes et 33,3 % dans les 13 communautés autonomes soumises au vote. Il fait notamment élire José María Álvarez del Manzano à Madrid et Rita Barberá à Valence. Il juge alors que ce résultat est un formidable soutien à la stratégie adoptée par le Parti populaire et qu'il restaure un équilibre qui met fin à l'hégémonie socialiste.
Pour les élections générales anticipées du 6 juin 1993, il dispute de nouveau le pouvoir à González. À seulement une semaine du scrutin, un sondage donne au PP 0,2 points d'avance sur le Parti socialiste ouvrier espagnol (PSOE), ce qui se traduirait par un différentiel de cinq sièges au profit des conservateurs. Pourtant au soir des élections, le PSOE totalise plus de neuf millions de voix, contre près de huit millions pour le PP, qui gagne tout de même 34 sièges de députés et en obtient donc 141, contre 159 aux socialistes. Tandis que ses proches collaborateurs ont du mal à dissimuler leur déception, il affirme devant la presse que « l'hégémonie socialiste a été pulvérisée. À partir de cette nuit, plus rien ne ressemblera à ce que l'Espagne a connu depuis 1982 ». Il ajoute que son parti sort de cette séquence électorale plus fort et comme une alternative plus forte.

##### Première victoire nationale avec les européennes
Il propose en novembre suivant au commissaire européen Abel Matutes d'être tête de liste du Parti populaire pour les élections européennes du 12 juin 1994, une proposition acceptée par ce dernier. Il avait passé quelques semaines plus tôt un accord avec Felipe González pour que le gouvernement espagnol propose Marcelino Oreja comme nouveau commissaire européen, aux côtés du socialiste Manuel Marín.
Ces élections sont marquées par une nette et large victoire du PP, qui remporte 40,2 % des suffrages exprimés, soit 28 députés européens sur 64. Réunissant 7,4 millions de voix, soit plus du double que son résultat aux élections de 1989, la formation conservatrice devance le PSOE de plus d'un million de suffrages exprimés et s'impose dans 14 communautés autonomes et 59 des 72 grandes villes et capitales de province,.

##### 1995: attentat et grande victoire
Il est la cible le 19 avril 1995 d'un attentat à l'explosif perpétré par l'organisation indépendantiste basque Pays basque et liberté (ETA) : au passage de son Audi 200, un commando a activé une bombe de 80 kilos. S'il s'en sort avec de simples contusions grâce au lourd blindage de son véhicule, 19 personnes sont blessées dont une en urgence absolue et deux grièvement. Au cours de son hospitalisation postérieure à l'explosion, il reçoit deux appels téléphoniques de Felipe González, un de Juan Carlos Ier, les visites du ministre de la Justice et de l'Intérieur Juan Alberto Belloch et du coordonnateur général de la Gauche unie Julio Anguita. Cet attentat, dont le scénario rappelle l'assassinat en 1973 de Luis Carrero Blanco, président du gouvernement de Francisco Franco, intervient moins de deux mois après le meurtre par ETA de Gregorio Ordóñez (es), candidat du PP à la mairie de Saint-Sébastien.
Cinq semaines plus tard, l'Espagne engage un virage à droite avec une nouvelle victoire du PP à l'occasion des élections municipales et régionales du 28 mai 1995. En plus de se maintenir au pouvoir à Madrid, Valence, en Castille-et-León et dans les îles Baléares, le parti d'Aznar triomphe avec la majorité absolue à l'Assemblée de Madrid, au Parlement de La Rioja, à l'Assemblée régionale de Murcie, dans 32 capitales de province dont Saragosse, Valladolid, Vigo ou Las Palmas de Gran Canaria, obtient la majorité relative dans la Communauté valencienne, les Asturies et huit chefs-lieux provinciaux. Le PSOE accuse de nouveau un retard d'un million de voix, et ne s'impose que dans dix capitales de province et deux communautés autonomes, perdant d'ailleurs la majorité absolue dans son fief de l'Assemblée d'Estrémadure.

#### Président du gouvernement espagnol
González convoque des élections anticipées le 3 mars 1996 que le Parti populaire d'Aznar remporte d'une courte majorité (37,6 % des voix, 156 sièges sur 350). Pour gouverner, il doit faire appel à l'appoint de partis régionalistes basques, catalans et canariens. Il est élu président du gouvernement par les Cortes le 4 mai 1996 (181 voix sur 350) et prête serment devant le roi Juan Carlos le lendemain. En 2000, il est réélu et obtient la majorité absolue aux Cortes.

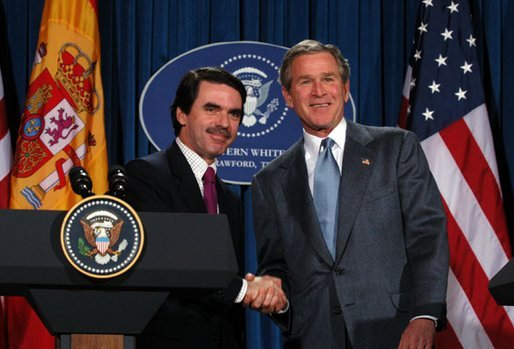
Aznar et George Bush en 2003

Sur le plan économique, le gouvernement conservateur d'Aznar poursuit et accentue le programme de privatisation déjà engagé par l'administration de Felipe González, dans l'objectif de satisfaire les conditions posées par le traité de Maastricht sur l'adhésion à l'Euro. Les dépenses publiques, notamment dans les domaines de la recherche et du social, sont réduites et une réforme du marché du travail est conçue.
La croissance économique moyenne de l'Espagne est durant cette période supérieure à celle des autres grands pays européens et les chiffres officiels du chômage, qui avait dépassé 20 % de la population active sous le gouvernement précédent, diminuent jusqu'aux alentours de 11 %. Cette réduction du chômage s’accompagne toutefois par le développement du travail précaire et la pression fiscale exercée sur les classes populaires s'accroit, indiquent les syndicats. Par ailleurs, la réforme du travail promue par le gouvernement, comprenant une réduction des allocations-chômage et une plus grande flexibilité accordée aux entreprises en matière d'emploi, rencontre une vive opposition de la gauche et des syndicats, débouchant sur une importante grève générale en juin 2002.
Sur le front de la lutte antiterroriste, un pacte national (« Pacte pour les libertés et contre le terrorisme ») est signé entre le PP et le PSOE à l'initiative du secrétaire général de ce dernier, José Luis Rodriguez Zapatero (ce pacte excluait les questions de terrorisme des querelles électorales), construisant un large front contre l'ETA, appuyé avec peu de nuances par la quasi-totalité de la presse nationale. Fort de cette unanimité apparente, dans laquelle certains[Qui ?] voient un déficit de la liberté d'expression et de la liberté de presse, le gouvernement promulgue le 27 juin 2002 une loi sur les partis politiques, la Ley de partidos qui, en mettant au ban, les partis ne condamnant pas explicitement le terrorisme, pose les bases de l'interdiction de Batasuna, parti de gauche indépendantiste supposé sympathisant d'ETA. Le quotidien Egin, également accusé de proximité avec l'organisation, est censuré.
Sur le plan international, il accentue le rapprochement avec les États-Unis dans une optique atlantiste et entretient d'excellentes relations — y compris personnelles — avec George W. Bush qu'il soutient contre son opinion publique lors de la guerre d'Irak en mars 2003. Son engagement dans la guerre en Irak est rejeté par une écrasante majorité d'Espagnols, des manifestations d'une ampleur jamais vue en Espagne, rassemblent plusieurs millions de personnes.
Il est à l'initiative de la « position commune » de l’Union européenne adoptée en 1996 – sanctions limitant les échanges politiques, diplomatiques et culturels avec Cuba. Le président vénézuélien Hugo Chávez l'accuse d'avoir soutenu la tentative de coup d'État menée contre lui en 2002 ; ce qui est certain c'est qu'Aznar n'a pas apporté son soutien explicite à Chávez  après les faits et que son gouvernement ne les a jamais condamnés. Par la suite, sous le gouvernement de José Luis Zapatero, le ministre des Affaires étrangères déclare : « Sous le gouvernement précédent, chose inédite dans la diplomatie espagnole, l’ambassadeur de notre pays à Caracas a reçu des instructions pour appuyer le coup d’État ». Les relations de l'Espagne avec le Maroc se dégradent tout au long de son mandat (crise de l'îlot Persil en juillet 2002).
En 2002, le gouvernement fait l'objet de critiques pour son peu de réactivité devant le naufrage du pétrolier Prestige, considéré comme la pire catastrophe écologique vécue par l'Espagne.

#### Élections générales de 2004 et attentats de Madrid
Ayant annoncé qu'il n'effectuerait pas plus de deux mandats, il choisit Mariano Rajoy comme candidat à sa succession aux élections du 14 mars 2004. En dépit de sa décision de soutenir l'invasion de l'Irak, contre l'opinion de plus de 80 % des Espagnols, Mariano Rajoy est donné vainqueur avec une courte avance par la quasi-totalité des sondages et des médias jusqu'au 11 mars 2004, jour des attentats de Madrid. La désignation hâtive et péremptoire d'ETA comme responsable des attentats (différentes déclarations du ministre de l'Intérieur, Ángel Acebes, attribuaient jusqu'au samedi 13 mars au début de l'après-midi les attentats à ETA) est perçue par l'opinion espagnole comme une tentative de manipulation. De plus, on saura par la suite qu'Aznar avait téléphoné personnellement aux directeurs des principaux journaux espagnols pour s'assurer qu'ils accuseraient bien ETA sur leurs premières pages. En trois jours, la tendance des sondages s'inverse et le PSOE de José Luis Rodríguez Zapatero remporte les élections.
Malgré la responsabilité avérée d'Al-Qaïda dans les attentats, Aznar refuse de remettre en question la participation espagnole à la guerre d'Irak, déclarant le 21 septembre 2004 à l'université de Georgetown : « le problème de l'Espagne avec Al Qaïda et le terrorisme islamique n'a pas commencé avec la crise d'Irak. En fait, il n'a rien à voir avec des décisions gouvernementales. Il faut revenir pas moins de mille trois cents ans en arrière [...] au moment où l'Espagne envahie par les Maures refusa de ne devenir qu'une pièce de plus du monde islamique ». 

#### Prises de positions politiques
Lors du XVe congrès du PP en 2004, il est élu au poste de président d'honneur du PP. Il y renonce en décembre 2016, pour marquer sa défiance vis-à-vis de Mariano Rajoy. Il préside la Fondation des analyses et études sociales (FAES), un cercle de réflexion qui fut entre 2002 et 2016 le think tank du Parti populaire. À la tête de cette structure, il mène une lutte idéologique au sein de la droite espagnole, mettant en cause depuis 2009 une « dérive vers le centre » du gouvernement Rajoy. D'orientation néoconservatrice, la FAES se présente comme engagée pour la « défense de l'Occident en tant que sphère politique, culturelle et morale ».
José María Aznar tient des propos parfois polémiques, défendant notamment des positions négationnistes sur la question du réchauffement climatique, contestant les efforts de dialogue inter-religieux ou déclarant que l'élection d'un afro-américain à la présidence des États-Unis conduirait à un « désastre économique prévisible ».

##### Environnement
En octobre 2008, aux côtés du président tchèque Václav Klaus, Aznar déclare que le changement climatique est une théorie « scientifiquement discutable », qui est devenue une « nouvelle religion » et dont les adeptes sont des « ennemis de la liberté ». Cette opinion rejoint celle exprimée par Václav Klaus dans son livre "Pour une planète bleue (pas verte)" publié par la FAES.
Il est recruté par la multinationale américaine ExxonMobil, qui finance des activités visant à remettre en question le lien entre réchauffement climatique et activités humaines, pour être le principal porte-parole d'une conférence à New York (8 au 10 mars 2009) rassemblant des personnalités climatosceptiques.

##### Politiques étrangère
En 2010, Aznar fonde l'Initiative des Amis d'Israël, avec pour objectif déclaré de « contrer les tentatives de délégitimation de l'État d'Israël et de son droit à vivre en paix à l'intérieur de frontières sûres et défendables ». Faisant référence à l'attaque de la flottille pour Gaza en mai 2010 par des commandos israéliens, qui fit neuf morts et des dizaines de blessés parmi les militants pro-palestiniens, Aznar déclare que le monde devait soutenir Israël car « s'il tombe, nous tombons tous ». Pour l'ancien chef du gouvernement espagnol, Israël est la première ligne de défense de l'Occident et doit être protégé.

### Accusations de corruption
En 2015, après une série d'affaires étalées sur plusieurs années, 11 des 14 membres que comptait le gouvernement de José María Aznar pour la période 2002-2003 sont emprisonnés ou poursuivis en justice pour des faits de trafic d'influence, de blanchiments de capitaux et de fraude fiscale. Aznar est lui-même soupçonné par la justice espagnole d’avoir bénéficié d’une caisse noire du parti entre 1990 et 1996 pour un montant de 782 695 euros.
Il est convoqué par la justice en mars 2021 pour s'expliquer concernant la « caisse B » que le PP aurait entretenue pendant plus de vingt ans. Celle-ci aurait servi à recevoir des dons anonymes de chefs d’entreprise afin de payer des « compléments de salaires » aux cadres du parti.

### Activités économiques

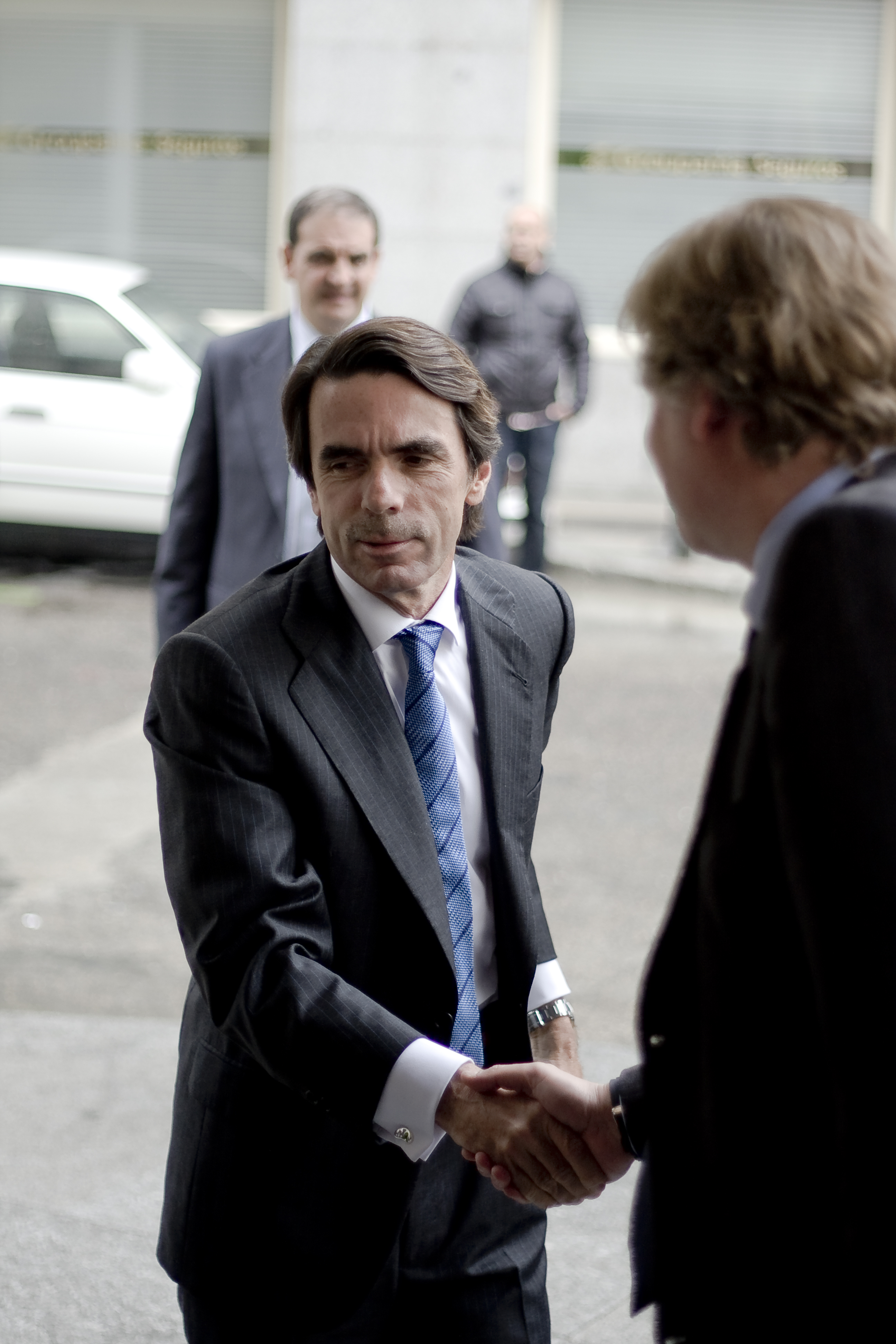
José María Aznar en 2010

Après sa retraite politique en 2004, José María Aznar met à profit ses réseaux et amitiés politiques pour entamer
une lucrative carrière de conseiller auprès d'entreprises multinationales privées comme :
- Centaurus Capital (fonds de placement)
- Doheny Global Group (secteur de l'énergie en Europe de l'Est)
- JER Partners (groupe immobilier en Amérique du Sud)

Depuis le 21 juin 2006, il est administrateur (membre du "Board of Directors") de la société NewsCorp, dirigée par le milliardaire Rupert Murdoch. Ce poste lui assure un salaire annuel de 148 000 €.
- Endesa (secteurs de l’électricité et du gaz naturel en Amérique latine)[65]
- Barrick Gold (numéro un mondial dans l’extraction minière de l’or)[65]

Il est également professeur-associé à l'université de Georgetown de Washington.
Il donne enfin de nombreuses conférences autour du globe (27 000 € de cachet plus les frais), dans lesquelles il explique sa vision politique du monde.

## Prix et distinctions
- Prix de l'« Homme d’État de l’année » en 2003 : « honore les dirigeants qui soutiennent la paix et la liberté, par la promotion de la tolérance, la dignité humaine et les droits de l’homme ». Prix remis par la fondation Appeal of Conscience.

## Décorations
- Collier de l’ordre d’Isabelle la Catholique (Espagne)
- Grand-croix de l'ordre de Charles III (Espagne)
- Grand-croix de l'ordre du Mérite de la république de Pologne.
- Grand-croix de l'ordre de l'Infant Dom Henri (Portugal)